# 拜凯奇
拜凯奇，是匈牙利包尔绍德-奥包乌伊-曾普伦州所辖的一个村。总面积25.72平方公里，总人口2460，人口密度95.6人/平方公里（2011年1月1日）。